# Жіп
Жіп (словац. Žíp, угор. Zsip) — село, громада в окрузі Рімавська Собота, Банськобистрицький край, Словаччина. Кадастрова площа громади — 6,37 км². Населення — 258 осіб (за оцінкою на 31 грудня 2017 р.).
Перша згадка 1295 року.

## Населення
| Рік:            | 1994. | 2004.    | 2014.   | 2024.    |
| --------------- | ----- | -------- | ------- | -------- |
| Кількість осіб: | 177   | 237      | 245     | 305      |
| Різниця:        |       | +33,89 % | +3,37 % | +24,48 % |

| Рік:            | 2023. | 2024.   |
| --------------- | ----- | ------- |
| Кількість осіб: | 301   | 305     |
| Різниця:        |       | +1,32 % |